# ماريو هوليك
ماريو هوليك (بالتشيكية: Mario Holek)‏ (28 أكتوبر 1986 ببرنو في التشيك - ) هو لاعب كرة قدم تشيكي في مركز الوسط. شارك مع منتخب التشيك تحت 17 سنة لكرة القدم ومنتخب التشيك تحت 18 سنة لكرة القدم ومنتخب التشيك تحت 19 سنة لكرة القدم ومنتخب جمهورية التشيك تحت 21 سنة لكرة القدم ومنتخب جمهورية التشيك لكرة القدم. أما مع النوادي، فقد لعب مع زبرويوفكا برنو وسبارتا براغ ونادي دنيبرو دنيبروبتروفسك.

## وصلات خارجية
- ماريو هوليك على موقع الاتحاد التشيكي (الإنجليزية)
- ماريو هوليك على موقع اتحاد أوكرانيا (الإنجليزية)
- ماريو هوليك على موقع قاعدة بيانات كرة القدم.إي يو (الإنجليزية)
- ماريو هوليك على موقع ناشيونال فوتبول تيمز (الإنجليزية)
- ماريو هوليك على موقع Soccerway.com (الإنجليزية)
- ماريو هوليك على موقع عالم كرة القدم.نت (الإنجليزية)
- ماريو هوليك على موقع AS.com (الإسبانية)